# Edward Farquharson Johnston
Edward Farquharson Johnston (Newmill, Elgin, 14 de octubre de 1854-Londres, Reino Unido, 14 de junio de 1924)  fue el primer presidente y fundador del Sevilla F.C., en el año 1890.

## Biografía
Edward Farquharson Johnston fue hijo de James Jonhston y Margaret Miller Farquharson, de Newmill, Elgin (Escocia).
Comenzó sus estudios en Weston House, un prestigioso centro educativo de su ciudad natal, donde llegaría a coincidir con Alexander Graham Bell. Posteriormente, completó su formación académica en Mill Hill, una famosa escuela pública inglesa cerca de Londres. Al completar su educación, Edward F. Johnston comienza su carrera profesional ingresando en la compañía naviera de los Sres. Robert McAndrew & Co, de Londres, que estaban directamente relacionados con su familia materna.

## Vida en Sevilla
Edward F. Johnston fue enviado a Sevilla como representante de la naviera MacAndrews a principios de la década de 1870. La compañía había establecido una importante línea comercial entre Sevilla y Escocia a través del puerto de Dundee, donde enviaban toneladas de naranjas amargas de Sevilla para la fabricación de su famosa mermelada.
En 1879, Johnston contrajo matrimonio con Mary Crombie en Balgownie Lodge, Aberdeen. La pareja tuvo tres hijos, todos nacidos en Sevilla. El primer hijo, Gilbert, murió en la infancia. Su segundo hijo, Edward John, murió en las trincheras en Francia durante la Primera Guerra Mundial. El tercer hijo de EF Johnston, James, se unió a su padre en los negocios.
El 23 de enero de 1879, Edward Johnston fue nombrado vicecónsul británico en Sevilla hasta su jubilación el 5 de octubre de 1906. Desde el principio, se convirtió en una figura prominente en la vida social y económica de Sevilla. Sin embargo, fue su papel como presidente fundador del Sevilla FC lo que tuvo el impacto más permanente en la ciudad.

## Sevilla FC
En marzo de 1890, el periódico escocés Dundee Courier publicó un artículo en el que señalaba que el Sevilla FC fue fundado legalmente el 25 de enero de 1890 por el señor Johnston, lo que convierte a la entidad en uno de los clubes de fútbol más antiguos de Europa y el más antiguo fundado exclusivamente para la práctica del fútbol en España, ya que el Recreativo de Huelva, fundado un mes y dos días antes, el 23 de diciembre de 1889, lo hizo como club recreativo.
El 25 de enero de 1890, un grupo de jóvenes residentes de origen británico en Sevilla se reunieron en un café y formaron el actual Sevilla FC. Edward F. Johnston fue elegido presidente, mientras que otro escocés, natural de Glasgow, Hugh MacColl se convirtió en el primer capitán. Pocas semanas después de fundar el club, sus miembros escribieron una carta a un club de recreo en Huelva, preguntándoles si podían formar un 11 e ir a Sevilla para jugar un partido. Aunque en el equipo de Huelva nunca habían jugado juntos, decidieron aceptar la invitación, y el partido se llevó a cabo el 8 de marzo de 1890. Aquel día se estaba escribiendo la historia del fútbol español, ya que el partido se convirtió en el primero en territorio nacional entre dos clubes. El Sevilla ganó 2-0.
| Predecesor: Primero en el cargo | Presidentes del Sevilla FC 1890-1905 | Sucesor: José Luis Gallegos Arnosa |